# بخش فاکس (کارول کانتی، اوهایو)
بخش فاکس (به انگلیسی: Fox Township) یک منطقهٔ مسکونی در ایالات متحده آمریکا است که در شهرستان کرول، اوهایو واقع شده‌است.
 بخش فاکس ۹۳٫۶۵ کیلومتر مربع مساحت و ۱٬۰۴۱ نفر جمعیت دارد و ۳۸۵ متر بالاتر از سطح دریا واقع شده‌است.